# Odo I. (Burgund)

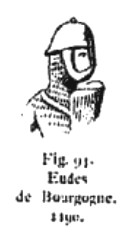
Darstellung Odos nach einem Siegel

Odo I., genannt der Rote oder Borel (frz. Eudes I le Roux, * um 1058; † 1102 in Tarsos), war ein Herzog von Burgund aus der Dynastie der Kapetinger. Er war der Sohn von Heinrich von Burgund (1035–1074) und dessen Ehefrau Sibylle, einer Tochter des Grafen Berengar Raimund I. von Barcelona. Er folgte seinem älteren Bruder Hugo I. im Amt nach, als dieser sich nach dem Tod seiner Ehefrau nach Cluny zurückzog.
Gemeinsam mit seinem Bruder, Bischof Robert von Langres, gründete Odo die Abtei von Citeaux, die Keimzelle des Zisterzienserordens. 1086 zog er mit einem Heer nach Spanien, um dort seinen Onkel, König Alfons VI. von Kastilien, im Kampf gegen die Mauren zu helfen. Zur Schlacht bei Sagrajas (23. Oktober 1086) kam er zu spät und die Belagerung von Tudela (1087) blieb erfolglos. In Odos Gefolge befand sich aber sein Schwager Raimund von Burgund, der bei dieser Gelegenheit mit Urraca, der Erbtochter König Alfons, verheiratet wurde. Odos jüngster Bruder Heinrich sollte später selbst zum Grafen von Portugal ernannt und dadurch zum Stammvater der Kapetinger in Portugal werden, die bis 1853 dort regierten.
Odo schloss sich dem Kreuzzug von 1101 an, in dessen Verlauf er 1102 in Tarsos in Kilikien starb. Seine sterblichen Überreste wurden in die Heimat überführt und in der Abtei von Citeaux bestattet.

## Ehe und Nachkommen
Er war seit 1080 mit Sibylle (* 1065, † nach 1103), Tochter des Pfalzgrafen Wilhelm I. von Burgund, verheiratet, mit der er vier Kinder hatte:
- Helene (* 1080; † 1142), ⚭ (1) 1095 mit Bertrand († 1112), Graf von Toulouse und Tripolis,  ⚭ (2) 1115 mit Graf Wilhelm Talvas von Ponthieu († 1171, Haus Montgommery);
- Florine († 1097 Philomelion in Kleinasien) ⚭ Prinz Sven von Dänemark († 1097);
- Hugo II. (* 1084; † 1143), Herzog von Burgund;
- Heinrich (* 1087; † 9. März 1131), Mönch in Citeaux.